# Sheila Holzworth
Sheila Holzworth (28 agosto 1961 – 29 marzo 2013) è stata una sciatrice alpina statunitense paralimpica, vincitrice per gli Stati Uniti, tra le altre, di due medaglie d'oro e una medaglia d'argento alle Paralimpiadi invernali del 1984.

## Biografia
Diventata cieca all'età di dieci anni, nel 1981, Anno Internazionale delle persone disabili, Holzworth è stata la prima donna ipovedente a scalare il Monte Rainier, insieme ad un team di persone con disabilità.

## Carriera
Nel 1982 ha vinto una medaglia d'oro nello slalom gigante e una d'argento nello slalom speciale nella competizione nazionale di sci ospitata dalla United States Association of Blind Athletes.
Alle Paralimpiadi invernali del 1984 Holzworth ha vinto due medaglie d'oro (negli eventi di slalom gigante femminile B1 e supercombinate alpina femminile B1) e una medaglia d'argento nella discesa libera femminile B1. Ha gareggiato anche nella gara di discesa libera alle Paralimpiadi invernali del 1988, senza ottenere un buon posizionamento in classifica.
Ha partecipato, spesso salendo sul podio, anche ad altre competizioni; tra questi, i Campionati mondiali di sport invernali per disabili in Svizzera, la National Snow Ski Competition, American Blind Water Ski Championships nel 1983, e la International Blind Water Ski Competition in Norvegia nel 1984. Ha stabilito dei record, incluso un record mondiale di sci nautico per non vedenti e disabili nel 1989, ed è stata la prima persona non vedente a saltare con gli sci d'acqua negli Stati Uniti.

## Premi e riconoscimenti
Ha vinto il premio Ten Outstanding Young Americans nel 1989. In diversi momenti è stata invitata dai presidenti Ronald Reagan e George Bush a ricevimenti alla Casa Bianca.

## Palmarès

### Paralimpiadi
- 3 medaglie:
  - 2 ori (slalom gigante a Innsbruck 1984; supercombinata a Innsbruck 1984)
  - 1 argento (discesa libera a Innsbruck 1984)